# NGC 5473
NGC 5473 (другие обозначения — UGC 9011, MCG 9-23-31, ZWG 272.22, PGC 50191) — галактика в созвездии Большая Медведица.
Этот объект входит в число перечисленных в оригинальной редакции «Нового общего каталога».